# فطيرة التفاح
فطيرة التفاح (بالإنجليزية: Apple Pie) هي نوع من الحلويات المحببة لدى الكثيرين. تصنع من العجينة الدسمة وتحشى بصلصة التفاح المضاف لها القرفة والسكر ولها طرق عديدة في صنعها. فطيرة التفاح أكلة شعبية في الولايات المتحدة الأمريكية، ومن رموز الثقافة الأمريكية.

## التحضير
مقادير فطيرة التفاح هي الدقيق والسكر والملح والزبدة أو السمن. مقادير الحشوة (الصلصة) هي التفاح والدقيق والسكر والقرفة والملح والزبدة.

## التقديم
غالبا ما يتم تقديم فطيرة التفاح مع الآيس كريم. كما يتم تقديمها مع قطعة حادة من جبنة التشيدرالتي يتم وضعها فوق أو بجانب شريحة من الفطيرة. فطيرة التفاح مع جبنة التشيدر تحظى بشعبية في الغرب الأوسط الأمريكي ونيو إنجلاند، لا سيما في ولاية فيرمونت، حيث تعتبر طبق الدولة. في شمال إنجلترا، غالباً ما يتم استخدام جبنة ونسليديل.

## المعلومات الغذائية
تحضّر فطيرة التفاح باستخدام الدقيق والبيض والسكر والسمن والتفاح والفانيليا والملح والسكر والقرفة وعصير الليمون الحامض. تحتوي قطعة الفطيرة بالتفاح (125جم تقريباً)، على المعلومات الغذائية التالية:
السعرات الحرارية: 296 سعر
- الدهون: 14 جم
- الدهون المشبعة: 4.7 جم
- الكوليسترول: 0
- الكاربوهيدرات: 43 جم
- البروتينات: 2.4 جم

## الخيارات المحلية

### الطريقة الإنجليزية
وصفات فطيرة التفاح الإنجليزية تعود إلى وقت تشوسر. وصفة 1381 هي أقدم وصفة فطيرة تفاح معروفة في العالم، وتسرد المكونات كتفاح جيد وتوابل جيدة والتين والزبيب والكمثرى. ويستخدم الزعفران لتلوين حشوة الفطيرة. اليوم، النمط الإنجليزي يتضمن طبقات سخية من شرائح حلوة من تفاح براملي (بالعادة)، الطبقات في شكل قبة تسمح للانكماش إلى الأسفل، وبالتالي تجنب ترهل المنتصف. يعلو الفطيرة الزبدة أو العجين، وتخبز حتى يتم طهي حشوة التفاح.
في البلدان الناطقة باللغة الإنجليزية، فطيرة التفاح، والتي غالبا ما تصنف على أنها طعام الراحة، هي حلوى ذات شعبية دائمة، سواء كانت تؤكل ساخنة أو باردة، بمفردها أو مع الآيس كريم، مع الكريمة المزدوجة أو مع الكاسترد.

### الطريقة الهولندية
تعود وصفات فطيرة التفاح الهولندية إلى العصور الوسطى. وثق كل من كتاب الطبخ باللغة الهولندية من عام 1514 "Een notabel boecxken van cokeryen" (كتاب الطبخ الصغير الملحوظ)، ورسالة مطبوعة في بروكسل من قبل توماس فان دير نوت، الذي قد يكون أيضا المؤلف، وصفة أبليتارتين (Appeltaerten). كانت هذه الوصفة المبكرة بسيطة ولا تتطلب سوى قشرة فطيرة قياسية، وشرائح من التفاح الناعم مع إزالة البشرة والبذور، مع إضافة نفس العجين على القمة. بعد ذلك، يتم خبزها في فرن هولندي نموذجي. بعدما يتم خبزها، يتم قطع القشرة العليا (باستثناء الحواف) من الوسط، ثم وضع شرائح التفاح من خلال منخل قبل أن يتم تحريك الفطيرة بملعقة خشبية. عند هذه النقطة يوصي الكتاب بإضافة العديد من التوابل إلى الفطيرة، وهي: الهيل والزنجبيل والقرفة وجوزة الطيب والقرنفل ومدقوق السكر. وأخيرا، بعد خلط المكونات في الفطيرة مع الكريمة، توضع في الفرن مرة أخرى لتجف.
فطيرة التفاح الهولندية التقليدية تأتي في نوعين، فتات (appelkruimeltaart) وفطيرة شعرية (appeltaart). كلا الوصفتين متميزتان من حيث أنهما يدعوان عادة إلى إضافة نكهات القرفة وعصير الليمون، وتختلف الوصفتين في الملمس وليس الطعم. قد تشمل فطائر التفاح الهولندية مكونات مثل الزبدة الكاملة الدسم والزبيب ومعجون اللوز، بالإضافة إلى مكونات مثل التفاح والسكر، والتي تشترك فيها مع وصفات أخرى.
أساس فطيرة التفاح الهولندية هو القشرة على الجزء السفلي وحول الحواف. ثم يتم تعبئة هذه القشرة بقطع أو شرائح من التفاح، وعادة ما تكون مجموعة متنوعة من أنواع التفاح مثل تفاح غودريينت (Goudreinet) أو تفاح إلستار. يتم خلط القرفة والسكر مع حشوة التفاح. فوق الحشوة، تغطي خيوط العجين الفطيرة في شبكة تبقي الحشوة في مكانها ولكن تجعلها مرئية أو تُغطى الفطيرة بالفتات. يمكن أن تؤكل دافئة أو باردة، وأحيانا مع الكريمة المخفوقة أو آيس كريم الفانيليا. في الولايات المتحدة، «فطيرة التفاح الهولندية» تشير على وجه التحديد إلى نمط فطيرة التفاح مع تغطية فتات ستروسل.

### الطريقة الفرنسية
فطيرة التفاح على الطريقة الفرنسية مختلفة جدا عن النسخة النموذجية للحلوى. بدلا من أن تكون القشرة من الأعلى والأسفل، تكون الفطيرة رأسا على عقب، مع كون الفاكهة المكرملة بالأعلى. ويمكن صنعها بالتفاح وغيره من الفواكه أو الخضروات، على سبيل المثال، الكمثرى أو الطماطم. انظر تارتي تاتين. يستخدم آخرون طريقة تقديم أكثر تقليدية مثل نورمان تارت.

### الطريقة السويدية
فطيرة التفاح على الطراز السويدي هي مجموعة متنوعة من كرمبل التفاح، بدلا من الفطيرة التقليدية. في كثير من الأحيان، يتم استخدام فتات الخبز (كليا أو جزئيا) بدلا من الدقيق، ويتم استخدام الشوفان الملفوف في بعض الأحيان. وعادة ما تُنَكه بالقرفة وتقدم مع كسترد الفانيليا أو الآيس كريم. هناك أيضا نسخة شعبية جدا تسمى äppelkaka (كعكة التفاح)، والتي تختلف عن الفطيرة في كون الكعكة الإسفنجنية تخبز مع قطع التفاح الطازجة بداخلها.

### الطريقة الأمريكية
تم جلب فطيرة التفاح إلى المستعمرات من قبل الإنجليز والهولنديين والسويديين خلال القرنين السابع عشر والثامن عشر. وكان على فطيرة التفاح أن تنتظر زراعة الأصناف الأوروبية، التي تم جلبها عبر المحيط الأطلسي لتصبح أشجار التفاح المثمرة، والتي تم اختيارها للطبخ حيث لم يكن هناك تفاح أصلي باستثناء كراب ابل، التي تنتج فاكهة صغيرة جداً وعكرة. في الوقت نفسه، كان المستعمرون أكثر عرضة لصنع فطائرهم، أو معجناتهم، من اللحوم بدلا من الفاكهة. وكان الاستخدام الرئيسي للتفاح، عند توفره، في عصير التفاح. ومع ذلك، هناك وصفات لفطيرة التفاح الأمريكية، المخطوطة والمطبوعة، من القرن الثامن عشر، ومنذ ذلك الحين أصبحت حلوى شعبية جدا.
كانت فطيرة التفاح غذاءً شائعاً في ولاية ديلاوير في القرن الثامن عشر. كما لاحظ المؤرخ السويدي الجديد الدكتور إسرائيل في رسالة: «يتم استخدام فطيرة التفاح طوال العام كله، وعندما لم يعد التفاح الطازج متوفرا، يستخدم المجفف. إنها وجبة المساء للأطفال».

## وصلات خارجية
- وصفة فطيرة التفاح مع معلوماتها الغذائية
- طريقة عمل فطيرة التفاح سهلة